# Antonio Carbajal
Antonio Félix Carbajal Rodríguez (Mexikóváros, 1929. június 7. – 2023. május 9.) válogatott mexikói labdarúgó, kapus. Öt világbajnokságon vett részt, ezzel Lothar Matthäus-szal és Rafael Márquez-zel együtt csúcstartó.

## Pályafutása
1948 és 1950 között a Club España, 1950 és 1966 között a Club León labdarúgója volt.
1950 és 1966 között 48 alkalommal szerepelt a mexikói válogatottban és öt világbajnokságon vett részt.